# Vardénafil
Le vardénafil est un médicament utilisé dans les troubles de l'érection. C'est un  inhibiteur de la phosphodiestérase de type 5 (PDE5).

## Indications
Il s'agit essentiellement de la dysfonction érectile.
Il peut être utilisé dans l'hypertension artérielle pulmonaire où il en améliore les symptômes et les paramètres hémodynamiques mais sans efficacité démontrée sur la mortalité.
Contrairement aux autres traitements contre les troubles érectiles, il convient aux hommes souffrant de diabète, d'hypertension artérielle ou d'un taux de cholestérol élevé.

## Commercialisation
Il est commercialisé depuis 2005 par le laboratoire Bayer Schering Pharma sous le nom de Levitra en comprimés de 5, 10, et 20 mg.
Le Levitra est un médicament et, dans la plupart des pays, ne peut donc pas être acheté sans prescription médicale. En France, il est sur la liste des substances vénéneuses (liste I, uniquement sur ordonnance), et n'est pas remboursé par la Sécurité sociale.
Son brevet ayant expiré, il existe des génériques au Levitra: Vardenafil Krka, Vardenafil Sandoz, Vivanza (Bayer). 
Son prix moyen est d'environ 11 € (original) ou 4€ (générique) par comprimé de 10 mg, mais ce prix est variable selon les pharmacies qui peuvent librement fixer le prix de vente de ce médicament.

## Posologie
La dose recommandée est de 10 mg à prendre selon les besoins, environ 25 à 60 minutes avant toute activité sexuelle. En fonction de l'efficacité et de la tolérance, la dose peut être portée à 20 mg ou réduite à 5 mg. La dose maximale recommandée est de 20 mg. Il est recommandé d’utiliser le médicament au maximum une fois par jour. Le vardénafil peut être pris avec ou sans nourriture. Le délai d’action peut être retardé en cas de prise au cours d’un repas riche en graisse.

## Molécules ayant la même indication
sildénafil (Viagra) et sulfoaildénafil, chlorhydrate d'apomorphine (Uprima) et tadalafil (Cialis).

## Effets indésirables
Le vardénafil est une molécule à effet prolongé : sa prise peut conduire à une érection phallique pouvant atteindre 36 heures successives. 
Des maux de tête (céphalées) sont communément rapportés par les patients utilisant ce médicament (environ 1 sur 10). Ceux-ci devraient disparaître assez rapidement. 
D’autres effets indésirables, plus rares, sont les suivants :
- Rougeurs du visage ;
- Légers troubles de la vision ;
- Maux d’estomac, nausée ;
- Douleurs musculaires ;
- Vertiges ;
- Erection prolongée et/ou douloureuse.